# Voskevaz
Voskevaz (en arménien Ոսկեվազ ; anciennement Ghzltamur) est une communauté rurale du marz d'Aragatsotn, en Arménie. Elle compte 4 373 habitants en 2009.